# Minas de La Encarnada
La mina de la Encarnada, con sede social en Pola de Siero (Asturias, España), inició sus actividades en 1892 y las extractivas en 1897 bajo la denominación Vigil Escalera y Compañía «quien llegará a un acuerdo con la Duro para utilizar, previo pago de arriendo, su vía hasta el cargadero al Ferrocarril de Langreo en Carrocera, construyendo por su parte las conexiones necesarias y la vía desde La Encarnada a Etelvinas-Venturo». En 1952, pasaría a llamarse Minas de La Encarnada, siendo cerradas en 1968. A partir del 1 de enero de 1970 pasará a manos de Hunosa. Explotaba unos yacimientos carboníferos situados en el valle de La Hueria de Carrocera, en las inmediaciones de El Edrado y La Encarnada.